# Niagara (gruppo musicale spagnolo)
I Niagara furono un gruppo heavy metal fondato in Spagna nel 1985.

## Formazione

### Ultima
- Ignacio Prieto - voce
- Manolo "V.M." Arias  - chitarra
- Àngel Arias - basso
- Ricky Castañeda - tastiere
- Pablo Gianni - batteria

### Ex componenti
- Jose Antonio Manzano - voce
- Joey Martos - batteria
- Tony Cuevas - voce
- Fernando García - voce
- Nik Schultz - voce
- Joey Martos - batteria

## Discografia

### Album in studio
- 1988 Now or Never
- 1990 Backstage Girls
- 1994 III

### Raccolte
- 2001 Fall Higher